# Rudolf Kasimir von Müllenheim
Rudolf Kasimir von Müllenheim, eigentlich Friedrich Rudolph Casimir von Müllenheim und von Rechberg (* 5. April 1740 in Tenkitten; † 28. Januar 1814 in Walkaschken) war ein preußischer Generalmajor sowie Erbherr auf Adlig-Woduhnheim (Wodunythen, Woduniten, Bettauen oder Wonditten) im Kreis Friedland.

## Leben

### Herkunft
Seine Eltern waren Theophil Gebhard von Müllenheim (* 17. Februar 1686; † 22. Dezember 1757) und dessen Ehefrau Maria Luise Eleonore, geborene von Lehwald († 17. Januar 1741) aus dem Haus Ottlau. Sein Vater war Herr auf Tenkitten, preußischer Oberstleutnant sowie Amtshauptmann in preußisch Mark.

### Militärkarriere
Müllenheim kam im Jahr 1756 als Gefreitenkorporal in das Infanterieregiment „von Lehwaldt“ der Preußischen Armee. Während des Siebenjährigen Krieges kämpfte er in den Schlachten bei Groß-Jägersdorf, Zorndorf, Kay, Kunersdorf, Torgau, Freiberg, den Gefechten bei Maxen, Meißen und Strehlen sowie den Belagerungen von Demmin und Dresden. In der Zeit wurde Müllenheim am 21. Oktober 1757 Fähnrich und avancierte bis Juni 1763 zum Premierleutnant.
Am 6. Juni 1774 wurde Müllenheim Stabskapitän sowie am 6. Juni 1786 Kapitän und Kompaniechef. Als Major nahm er 1794/95 am Feldzug in Polen teil und wurde am 8. März 1795 zum Bataillonskommandeur ernannt. In dieser Eigenschaft stieg er am 1. August 1798 zum Oberstleutnant und am 4. Juni 1800 zum Oberst auf. Müllenheim nahm noch am Vierten Koalitionskrieg teil, erhielt aber am 16. August 1807 seinen Abschied als Generalmajor mit einer Pension von 600 Talern. Diese Pension wurde am 4. September 1807 auf 800 Taler erhöht, aber aufgrund der schlechten Staatsfinanzen zahlte man ihm nur die Hälfte aus. Müllenheim starb am 28. Januar 1814 in Walkaschken.
In der Beurteilung des Oberst aus dem Jahr 1804 hieß es: „Ein sehr eifriger, rechtschaffener, guter Stabs Officier, dem es an gutem Willen nicht fehlt. Hält in seiner Garnison, wo es mit dem II. Bataillon steht, gute Mannszucht. Nur das Gesicht fängt an, ihn sehr zu verlassen“.

### Familie
Müllenheim heiratete am 1. November 1774 auf Schaaken Jeannette Luise von Buddenbrock (* 11. November 1739; † 5. März 1824). Das Paar hatte mehrere Kinder:
- Wilhelm Viktor Hans Friedrich Ernst (* 30. Mai 1777)
- Karl Otto Friedrich Ludwig (* 25. Mai 1778), Oberstleutnant a. D., Ritter des Eisernen Kreuzes II. Klasse
- Amadeus Karl Samuel Kasimir (* 18. Februar 1781; † 5. April 1865)  ⚭ Clementine Jeanette Mathilde von Rade (* 21. September 1804; † 18. Mai 1893), Tochter des Karl Maximilian von Rade